# Eugenia amblyophylla
Eugenia amblyophylla är en myrtenväxtart som beskrevs av Ignatz Urban. Eugenia amblyophylla ingår i släktet Eugenia och familjen myrtenväxter. Inga underarter finns listade i Catalogue of Life.